# Inácio Henrique de Gouveia
Inácio Henrique da Costa Gouveia (Paraíba, 3 de maio de 1839 - Paraíba, 5 de junho de 1908) foi um militar brasileiro.
Foi interventor no governo do estado do Espírito Santo, um dos três membros da Junta governativa capixaba de 1891.
Em 1897 participou como membro das tropas governamentais que combateram na Guerra de Canudos.